# Кусо (станция метро)
«Кусо» (кор. 구서) — эстакадная станция Пусанского метро на Первой линии. Название до 2010 года — «Кусо-дон».
Она представлена двумя боковыми платформами. Станция обслуживается Пусанской транспортной корпорацией. Расположена в квартале Кусо-дон административного района Кымджон-гу города-метрополии Пусан (Республика Корея). На станции установлены платформенные раздвижные двери.
Станция была открыта 19 июля 1985 года.
Рядом с станцией расположены:
- Полиция района Кымджон
- Культурный центр Кымджон
- Пожарная Кымджон
- Женская средняя школа Тоннэ
- Пусанская средняя школа искусств
- Административный центр квартала Кусо 1(иль)-дон
- Гипермаркет «E mart» в Кымджоне